# L'Autre Côté de la haie
Pour plus de détails, voir Fiche technique et Distribution.
L'Autre Côté de la haie (The Other Side of the Hedge) est un film britannique réalisé par Lewin Fitzhamon, sorti en 1905.

## Synopsis
Au pied d'une haie vive, un jeune homme, accompagnée d'une femme quelque peu obèse et peu aimable, qui, par son comportement, révèle qu'elle est soit sa mère, soit sa vieille épouse, pique-nique en compagnie d'une jeune et jolie demoiselle. La première des dames dévore tout en houspillant le jeune homme. Elle finit par s'assoupir. Les deux jeunes gens passent de l'autre côté de la haie, on n'aperçoit d'eux que le canotier de l'homme et la capeline de la femme, installés sagement loin de l'autre. De l'autre côté de la haie, la caméra dévoile le stratagème du jeune couple : ils ont accroché leur coiffure respective aux branches de la haie, et en vérité, ils se serrent tendrement l'un contre l'autre en prenant à partie le spectateur (regard caméra).

## Fiche technique
- Titre original : The Other Side of the Hedge
- Autre titre : Over the Hedge
- Titre français : L'Autre Côté de la haie
- Réalisation : Lewin Fitzhamon
- Production : Hepworth Manufacturing Company (Cecil Hepworth)
- Durée : 2 min
- Format : 35 mm, noir et blanc, muet
- Pays :  Royaume-Uni
- Date de sortie : janvier 1905

## Distribution
Cecil Hepworth engageait pour l'interprétation de ses films des acteurs amateurs, amis, voisins, sa propre famille et Fitzhamon lui-même. Il est donc difficile de préciser qui joue quoi dans leurs films.

## Analyse
Ce sont les cinéastes britanniques de l'École de Brighton qui ont découvert les bases du langage filmique. Et plus particulièrement James Williamson qui, le premier, a réalisé deux plans selon la configuration — jusqu'alors jamais utilisée — du champ/contrechamp, dans son film Attaque d'une mission en Chine (1900).
Lewin Fitzhamon utilise le champ/contrechamp non pas en tant que configuration dynamique d'une scène d'action, ainsi que l'avait fait Williamson, mais en tant que gag, le renversement de la prise de vues découvrant ce que le jeune couple veut cacher à la mère (ou l'épouse).